# Anatkina insessa
Anatkina insessa är en insektsart som beskrevs av Young 1986. Anatkina insessa ingår i släktet Anatkina och familjen dvärgstritar. Inga underarter finns listade i Catalogue of Life.